# Xysmalobium convallariiflorum
Xysmalobium convallariiflorum är en oleanderväxtart som beskrevs av Markgraf. Xysmalobium convallariiflorum ingår i släktet Xysmalobium och familjen oleanderväxter. Inga underarter finns listade i Catalogue of Life.